# 奧斯馬納巴德縣
奧斯馬納巴德縣是印度的一個縣，位於該國西部，由馬哈拉施特拉邦負責管轄，面積7,569平方公里，每年平均降雨量730毫米，2011年人口1,660,311，人口密度每平方公里219人。

## 外部連結
- Osmanabad Online
- Osmanabad Police
- Osmanabad NIC （页面存档备份，存于）
- Information of Tuljabhavani temple （页面存档备份，存于）